# Saint Hoax
Saint Hoax (stilisiert SAIN†HOAX, „Heiliger Streich“) ist das Pseudonym einer aus Syrien stammenden kunstschaffenden Person. Saint Hoax setzt sich auf humoristische sowie ernsthafte Weise mit aktuellen gesellschaftlichen und politischen Themen auseinander. Im Zentrum der Werke stehen dabei oft Figuren oder Objekte aus der Popkultur, wie Disney-Figuren, sowie politische Machthaber. Typischerweise reißt Saint Hoax die Figuren oder Objekte aus ihrem Kontext und stellt sie in einem anderen Licht dar, um auf gesellschaftliche und politische Probleme aufmerksam zu machen.

## Person
Saint Hoax versucht Informationen über die eigene Identität weitestgehend zu verbergen. Laut eigener Aussage ermögliche ein Pseudonym zum einen freies künstlerisches Schaffen und eine Betonung der Kunst, nicht des Künstlers. Zum anderen diene das Pseudonym dem persönlichen Schutz. Interviews führt Saint Hoax meist digital durch. Bei persönlichen Interviews verbirgt Saint Hoax die eigene Identität durch Verkleidungen.
Bekannt ist, dass die hinter dem Pseudonym stehende Person aus Syrien stammt, jedoch in Beirut, der Hauptstadt des Libanon, lebt. Im Oktober 2016 wurde das Alter von Saint Hoax mit 26 Jahren angegeben.
Durch die Explosionskatastrophe im Hafen von Beirut am 4. August 2020 wurde das Studio von Saint Hoax größtenteils zerstört. Mitarbeitende und Saint Hoax arbeiteten zum Zeitpunkt der Explosion nicht im Studio und blieben unverletzt.

## Werk
Saint Hoax kreierte anfangs vor allem Ölgemälde auf Leinwänden. Aufmerksamkeit erlangte Saint Hoax mit Projekten zu häuslicher Gewalt und sexuellen Missbrauch im Jahr 2014. Aufgrund der schnelleren Produktion und größeren Reichweite griff Saint Hoax mit der Zeit vermehrt auf digitale Medien zurück. Bekannt geworden sind vor allem die Beiträge im sozialen Netzwerk Instagram. Dabei reagiert Saint Hoax häufig innerhalb kürzester Zeit auf aktuelle gesellschaftliche und politische Ereignisse und erstellt entsprechende Beiträge. Im August 2020 hatte der Instagram-Account 2,2 Millionen Abonnenten. Nebenbei führt Saint Hoax weiterhin Ausstellungen durch. In der letzten Einzelausstellung MonuMental in der Plastik Gallery in Beirut aus dem Jahr 2018 wurden beispielsweise Gemälde, Linsenrasterdrucke und Installationen präsentiert.

## Künstlerische Projekte

### Princest Diaries
Das Projekt Princest Diaries entstand 2014 und macht auf sexuellen Missbrauch innerhalb von Familien aufmerksam. Saint Hoax stellte verschiedene Disney-Prinzessinnen dar, die zu einem Kuss mit ihrem Vater genötigt wurden.

### Projekte zu häuslicher Gewalt
In dem Projekt Happy New After thematisierte Saint Hoax 2014 häusliche Gewalt an Frauen. Saint Hoax bediente sich dazu erneut Disney-Prinzessinnen, deren Gesichter in dem Projekt körperlich misshandelt dargestellt wurden. Neben den klassischen Disney-Prinzessinnen stellte Saint Hoax wenige Monate später auch körperlich misshandelte Prinzen in dem Projekt Prince Charmless dar. Das Projekt kritisiert Stigmata denen männliche Opfer von Gewalt ausgesetzt sind. Beide Projekte sollen Opfer dazu ermutigen offener über das Thema zu sprechen.

### War Drags You Out
Das Projekt War Drags You Out aus dem Jahr 2016 besteht aus einer Reihe digitaler Illustrationen bekannter politischer Machthaber als Dragqueens. Zu den dargestellten Politikern zählen Salman ibn Abd al-Aziz, Wladimir Putin und Adolf Hitler. Neben Ölgemälden auf Leinwänden erstellte Saint Hoax auch digitale Animationen, welche die schrittweise Verwandlung der Politiker in Dragqueens illustriert. Für die Darstellung Osama bin Ladens erhielt Saint Hoax eine Vielzahl an Morddrohungen.

## Ausstellungen

### Einzelausstellungen
2015: PoPlitically Incorrect, The Adler Subhashok Gallery, Bangkok
2016: Is That All There Is, Guy Hepner, New York
2018: MonuMental, Plastik Gallery, Beirut

### Gruppenausstellungen
2014: Singapore Art Fair, The Adler Subhashok Gallery, Singapur; Beirut Art Fair, Plastik Gallery, Beirut
2015: Art Palm Beach, The Adler Subhashok Gallery, Florida
2017: New Pop, Fort Works Art, Texas; Summer Group Show, Krause Gallery, New York; Winter Group Show, Krause Gallery, New York; 22 Galerientage, Galerie Kasten, Mannheim